# ダルニー・ヴォストーク沈没事故
ダルニー・ヴォストーク沈没事故（ダルニー・ヴォストークちんぼつじこ）は、2015年4月2日早朝（マガダン時間）、ロシア船籍のトロール船「ダルニー・ヴォストーク」（Дальний Восток [ˈdɑlʲnʲɪj vɐsˈtok]、「極東」の意）がロシア・カムチャツカ半島沖のオホーツク海で沈没した事故である。乗組員132人のうち63人は救助されたが、4月10日までに62人の死亡が確認された。行方不明の7人は船内に閉じ込められているとみられ、生存は絶望的と報じられた。
沈没場所はオホーツク海で、マガダンから南に約250キロメートル、カムチャツカ半島西岸から西に約330キロメートルの地点である。
事故調査委員会の最終報告では、事故原因はトロール網を巻き上げる際にバランスを崩したことによる転覆とされたが、バラスト調整不全も一因とみられている。

## 船舶の概要
ダルニー・ヴォストークは1989年に建造された。全長104メートル、5,700トンのトロール船で、当初は「Стенде」の名で操業されていたが、2014年にオーナーがМагелланに変わった際に改名された。母港はネベリスク。沈没時の価値は推定3000万ドルとされている。

## 事故
| 国籍       | 人数 |
| ---------- | ---- |
| ロシア     | 78   |
| ミャンマー | 42   |
| バヌアツ   | 5    |
| ウクライナ | 4    |
| ラトビア   | 3    |

ダルニー・ヴォストークはサハリン島のネベリスクを出港し、オホーツク海、カムチャッカ半島西沖で漁を行っていた。乗組員はロシア、ビルマ、ウクライナ、ラトビア、バヌアツの132名であった。自動船舶識別装置で確認された最終位置はモスクワ時間で4月1日17:00（マガダン時間で4月2日午前1時）北緯56度55分 東経150度26分 / 北緯56.917度 東経150.433度であった。 
2015年4月2日早朝、漁獲の回収中に船体が傾き、船の機関室が浸水した。船内はあっという間に海水で満たされ、わずか15分後には沈没することとなった。 
午前7時39分（マガダン時間）、ダルニー・ヴォストークから遭難信号が発せられた。船長には遭難信号を送る余裕はなかった。このことから、非常用位置指示無線標識（EPIRB）による遭難信号とみられている。この信号を受け、近くで操業していたトロール船「グラニート」が最初に事故現場に到着したがその数分後にはダルニー・ヴォストークは沈没した。グラニートほか、20数隻の漁船が救助を行った。強い風雪のなか15時間にわたる救助が行われた。海水温は0度をわずかに上回る程度の極低温であった。100人以上が引き上げられ、63人は生存していたがその他の人々は死亡していた。生存者も様々な程度の低体温症に見舞われた。  
捜索は4月13日で打ち切られた。のべ2300人以上が救助や捜索に関与した。  
2016年の事故調査委員会の最終報告では、沈没の原因は、130トンの漁獲を得たトロール網を巻き上げる際にバランスを崩したことによる転覆であるとされたが、バラスト調整不全も一因とみられている。また、132人が乗船していたにもかかわらず、救命胴衣が110しか用意されていなかった。さらに、乗船していたミャンマー人らは、正式な登録なしに乗務していたと指摘された。 

## その後
Магеллан社の幹部らは、安全義務違反および贈収賄で起訴され、2018年に有罪判決が確定した。
2016年、救助に当たったトロール船「グラニート」船長が表彰を受けた。